# 後期流布本サイクル
後期流布本サイクル（Post-Vulgate Cycle）はアーサー王物語の古フランス語の重要な散文物語群の一つ。この作品は本質的には『ランスロ＝聖杯サイクル』（流布本サイクル）の再話であるが、かなりの分量を追加・削除しており、『散文のトリスタン』の登場人物や場面が含まれている。
後期流布本サイクルは、おそらく1230年から1240年に書かれた。物語により統一性をもたせている点と、聖杯探求をメインにして、ランスロットとグィネヴィアの不義にあまり重点を置かない点に特徴がある。流布本サイクルの「ランスロ本伝」を内容を大幅に削り、代わりに他の資料からとった物語を挿入することで、キリスト教的な精神世界以外のすべての要素を露骨に非難している。この作品は完全な形では現存していないが、フランス語、カスティーリャ語、ポルトガル語の断片から復原されている。
このサイクルはトマス・マロリーのアーサー王の死のもっとも重要な典拠の一つである。

## 内容
この作品は4つの巻に分かれている。多くは前のランスロ＝聖杯サイクルのものと概ね同じである。
- 聖杯の由来（Estoire del Saint Grail）- 流布本サイクルと大きく変わらず、アリマタヤのヨセフとヨセフスが聖杯をブリテンに持って行く物語。
- メルラン物語（Estoire de Merlin） - 前のサイクルとほぼ同じ内容で、マーリンと若い頃のアーサーの物語。
  - この巻には後期流布本版の『メルラン続伝』（あるいは『フス本メルラン』Huth-Merlin[1]とも）が追加されている。これによりアーサーと初期の円卓の騎士の冒険が大量に追加され、アーサーの近親相姦によってモードレッドが誕生することや、湖の乙女からエクスカリバーを受け取ることといった、ランスロ＝聖杯サイクルにない物語が含まれている。著者は前期流布本サイクルの「ランスロ本伝」や『散文のトリスタン』の前半の関連部分を加え、物語を次の聖杯探求の巻につなげている。
- 聖杯の探索（Queste del Saint Graal）- 流布本サイクルと内容とトーンが大きく異なる。同じく騎士たちの聖杯探求を描いているが、ガラハッド、パーシヴァル、ボールスがそれを達成することになっている。マーク王のアーサーの王国への侵攻や騎士パロミデスなどといった、『散文のトリスタン』からの要素も見られる。
- アルテュの死（Mort Artu） - モードレッドの手によるアーサーの死と王国の崩壊。前期流布本と非常に近い内容だが、前の巻から話がつながるように書かれている。